# Tenzing (planetka)
(6481) Tenzing je asteroid vnitřního hlavního pásu planetek obíhající Slunce mezi drahami Marsu a Jupiteru, který byl objeven 9. září 1988 českým astronomem Antonínem Mrkosem na kleťské observatoři a předběžně označen jako 1988 RH2. Pojmenování asteroidu po nepálském šerpovi Tenzingu Norgayovi, který společně s Edmundem Hillarym jako první zdolal 29. května 1953 vrchol Mount Everestu, bylo navrženo Milošem Tichým, jeho nové jméno (6481) Tenzing bylo poprvé zveřejněno 23. listopadu 1999 v Minor Planet Circulars. Asteroid je řazen k početné rodině planetek Flora (FIN: 402), zahrnující 13 786 asteroidů pohybujících se na vnitřním okraji hlavního pásu, u nichž převažuje spektrální typ S s relativně vysokým albedem 0,3.

## Oběžná dráha a fyzické vlastnosti
(6481) Tenzing je kamenný asteroid třídy S, který oběhne Slunce ve vzdálenosti od 1,8613 do 2,6953 au jednou za 1 256,1 den (více než 3,4 roky). Jeho oběžná dráha má excentricitu přibližně 0,1830 a inklinaci 6,2884° vůči ekliptice a za den se na ní průměrně posune o 0,2866°. Nejedná se o velký asteroid, vyhodnocení snímků sond WISE a NEOWISE vedlo k závěrům, že průměr asteroidu je mezi 3,86 a 4,476 km při albedu 0,28 až 0,463. Jeho rotační perioda je asi 6,517 hodin.

## Pozorování asteroidu
K prvnímu zaznamenanému pozorování asteroidu došlo o 38 let dříve, než byl oficiálně objeven Antonínem Mrkosem, 17. srpna 1950 na observatoři Goethe-Link u Brooklynu v Indianě. Znovu byl spatřen v říjnu 1978 z observatoře Palomar, v září 1981 z krymské observatoře a v únoru 1987 z observatoře v japonském městě Tojota. Díky tomu byl asteroid vedle 1988 RH2 označovaný také jako 1950 QK, 1978 UC3, 1981 SV5, 1987 DA a 1994 EP2. Od roku 1950 proběhlo více než 3,6 tisíc zaznamenaných pozorování asteroidu z 27 pozic, z nichž bylo 17 z observatoře v Kleti.